# Liam Kelly (1995)
Liam Anthony Kelly (Basingstoke, 22 november 1995) is een Iers-Engels voetballer die doorgaans speelt als middenvelder. In juli 2024 verruilde hij Crawley Town voor MK Dons.

## Clubcarrière
Kelly speelde vanaf zijn achtste in de jeugdopleiding van Reading en in november 2013 tekende hij zijn eerste professionele contract bij de club. Hij werd in februari 2016 voor een maand verhuurd aan Bath City. Deze verhuurperiode werd later met een extra maand verlengd en nog een keer tot het einde van het seizoen 2015/16. De middenvelder mocht op 22 oktober 2016 zijn competitiedebuut maken, toen op bezoek bij Rotherham United met 0–1 gewonnen. Kelly mocht van coach Jaap Stam in de basis starten en hij werd na achtentwintig minuten vervangen door Paul McShane, die later voor de winnende treffer zou zorgen. Aan het einde van het kalenderjaar 2016 kreeg de Ier een vernieuwde verbintenis, tot medio 2019. Drie dagen later maakte hij zijn eerste doelpunt voor Reading. Op bezoek bij Bristol City stond Reading met 2–0 achter door twee doelpunten van Tammy Abraham, toen Kelly met nog achttien minuten op de klok tekende voor de aansluitingstreffer. Hierna gaf hij een assist op Yann Kermorgant, die in de blessuretijd ook nog voor de winnende 2–3 zorgde. In juli 2017 tekende Kelly een contractverlenging, tot medio 2020.
In de zomer van 2019 verkaste Kelly naar Feyenoord, waar hij zijn handtekening zette onder een verbintenis voor de duur van twee seizoenen. In Rotterdam werd de middenvelder herenigd met trainer Jaap Stam. De Ierse middenvelder debuteerde voor Feyenoord in de uitwedstrijd tegen Dinamo Tbilisi in de derde kwalificatieronde van de Europa League door Eric Botteghin te vervangen in de zeventigste minuut. Het competitiedebuut van Kelly was tegen FC Utrecht. Het was tevens zijn basisdebuut voor de Rotterdamse ploeg. In beide wedstrijden was 1–1 de uitslag. Tot aan de winterstop kwam Kelly niet verder dan deze twee optredens. Hierop besloot Feyenoord hem in de winterstop tot het einde van het seizoen 2019/20 te verhuren aan Oxford United. De jaargang erop was Oxford United opnieuw de club die Kelly op huurbasis overnam. In augustus 2021 kwam het nieuws naar buiten dat het contract van Kelly 'maanden eerder' was ontbonden. Later die maand tekende hij voor twee seizoenen bij Rochdale. Twee seizoenen later nam Crawley Town de middenvelder transfervrij over. Kelly verkaste in de zomer van 2024 naar MK Dons.

## Clubstatistieken
| Seizoen | Club            | Competitie            | Competitie | Competitie | Beker | Beker | Internationaal | Internationaal | Nacompetitie | Nacompetitie | Totaal | Totaal |
| Seizoen | Club            | Competitie            | Wed.       | Dlp.       | Wed.  | Dlp.  | Wed.           | Dlp.           | Wed.         | Dlp.         | Wed.   | Dlp.   |
| ------- | --------------- | --------------------- | ---------- | ---------- | ----- | ----- | -------------- | -------------- | ------------ | ------------ | ------ | ------ |
| 2015/16 | Reading         | Championship          | 0          | 0          | 0     | 0     | —              | —              | —            | —            | 0      | 0      |
| 2015/16 | → Bath City     | National League South | 16         | 6          | 0     | 0     | —              | —              | —            | —            | 16     | 6      |
| 2016/17 | Reading         | Championship          | 28         | 1          | 4     | 0     | —              | —              | 2            | 0            | 34     | 1      |
| 2017/18 | Reading         | Championship          | 34         | 5          | 4     | 2     | —              | —              | —            | —            | 38     | 7      |
| 2018/19 | Reading         | Championship          | 20         | 1          | 2     | 0     | —              | —              | —            | —            | 22     | 1      |
| 2019/20 | Feyenoord       | Eredivisie            | 1          | 0          | 0     | 0     | 1              | 0              | —            | —            | 2      | 0      |
| 2019/20 | → Oxford United | League One            | 3          | 0          | 1     | 1     | —              | —              | 1            | 0            | 5      | 1      |
| 2020/21 | → Oxford United | League One            | 26         | 0          | 8     | 0     | —              | —              | 0            | 0            | 34     | 0      |
| 2021/22 | Rochdale        | League Two            | 30         | 5          | 6     | 1     | —              | —              | —            | —            | 36     | 6      |
| 2022/23 | Rochdale        | League Two            | 33         | 1          | 5     | 1     | —              | —              | —            | —            | 38     | 2      |
| 2023/24 | Crawley Town    | League Two            | 40         | 6          | 5     | 0     | —              | —              | —            | —            | 45     | 6      |
| 2024/25 | MK Dons         | League Two            | 0          | 0          | 0     | 0     | —              | —              | —            | —            | 0      | 0      |
| Totaal  | Totaal          | Totaal                | 231        | 25         | 35    | 5     | 1              | 0              | 3            | 0            | 270    | 30     |

Bijgewerkt op 24 juli 2024.